# Brüste und Eier
Brüste und Eier ist ein Roman der japanischen Autorin Mieko Kawakami aus dem Jahr 2019. Der Roman ist eine Übersetzung ihres Buches Natsu monogatari (夏物語, „Sommererzählung“).

## Publikationsgeschichte und Übersetzung
Brüste und Eier, japanisch Chichi to Ran (乳と卵) ist der Titel einer Erzählung Kawakamis aus dem Jahr 2007. Für diese kurze Erzählung erhielt Kawakami 2007 den Akutagawa-Preis. Der Roman von 2019 enthält im ersten Teil eine erweiterte Fassung der Erzählung von 2007. Der deutlich längere zweite Teil setzt zehn Jahre später an. Der Text wurde 2020 von Katja Busson ins Deutsche übersetzt.

### Sommer 2008
Das Buch beginnt mit der Feststellung, dass nur arme Leute wissen, was Armut ist. Dann folgt, kursiv gesetzt, ein Abschnitt, der mit dem Wort „Eizelle“ beginnt, und der mit Midoriko unterzeichnet ist. Die Handlung beginnt auf dem Hauptbahnhof von Tōkyō: die Erzählerin erwartet ihre ältere Schwester Makiko und deren Tochter Midoriko, fast zwölf, aus Osaka. Tochter Midoriko spricht seit sechs Monaten nicht mehr mit ihrer Mutter; sie schreibt auf, was sie sagen will.
Makiko ist angereist, um sich Kliniken anzusehen, die eine von ihr gewünschte Vergrößerung der Brüste vornehmen. So blättern die Schwestern zu Hause in den mitgebrachten Prospekten, gehen dann beide – Midoriko will nicht mit – ins Badehaus, sprechen über das, was sie dort sehen, sprechen über das Färben von Brustspitzen. Wieder zu Hause zeigt die Erzählerin ihre westlichen Bücher. Makiko erzählt von der Bar, in der sie arbeitet. Zwei junge Hilfskräfte seien plötzlich nicht mehr gekommen. Die Polizei berichtete, man habe die beiden zur Prostitution gezwungen.
Letzter Abend des Besuchs. Makiko, die zu einer Klinik wollte, ist immer noch nicht zurück. Makiko kommt schließlich, ist betrunken. Es kommt zum Streit zwischen Mutter und Tochter. Midoriko schlägt sich eine Reihe der Eier (hier steht im Japanischen nicht das „Ran“ des Titels, sondern das übliche Wort für Hühnereier, „Tamago“) auf dem Kopf, alte, die zum Wegwerfen auf der Spüle in der Küche stehen. Dann macht das ihre Mutter ebenso. Die beiden reisen ab.

### Sommer 2016 – Sommer 2018

Das im Text zitierte Bild:
„Der Ball“ (1899)

Die Erzählerin, sie heißt Natsuko Natsume, sucht ihre Lektorin Sendagawa auf, sie sprechen über das Schreiben und wie es weitergehen wird. Natsuko erinnert sich an ihren Freund von damals, sucht ihn übers Internet und findet seine Seite, auf der er seinen Sohn präsentiert. Sie ruft ihn an und denkt nach dem Telefonat über eigene Kinder nach.
In einer Fernsehsendung berichten Frauen über ihre positiven Erfahrungen mit Samenspendern. In der Sendung berichtet ein Jun Aizawa, er sei mit dem Samen eines Spenders gezeugt, suche seinen Vater. Auf einer Tagung zur Samenspenderfrage trifft sie Aizawa und erfährt, dass er Arzt ist. Sie hält Kontakt zu ihm und gesteht ihm ihren Kinderwunsch.
Eine Mail kommt von einem Samenspender, den Natsuko angeschrieben hatte. Sie trifft ihn, findet ihn aber unmöglich. Aizawa ruft an, sie besuchen eine Nabis-Ausstellung. Beiden gefällt das Vallotton-Bild, auf dem ein spielendes Kind zu sehen ist.
Natsuko hört, Lektorin Sengawa sei gestorben, wohl an Krebs. Natsuko fährt nach Osaka, fährt zum Hafenviertel, wo die Großmutter gewohnt hat. Aizawa kommt nach und sagt, er könne sich vorstellen, Vater ihres gewünschten Kindes zu werden. Natsuko erklärt ihm, OK, aber sie wolle es allein aufziehen. Für ihre Schreibtätigkeit findet sie einen neuen guten Lektor. Makiko und Midoriko rufen öfters an, alles entwickelt sich gut. Das Kind kommt gesund zur Welt.

## Rezeption
Das Buch wurde im deutschen Feuilleton überwiegend positiv rezensiert. Die Japanologin Irmela Hijiya-Kirschnereit sieht in dem Buch einen guten Start zur Beschäftigung mit weiteren japanischen Autorinnen wie Chiyo Uno, Fumiko Enchi, Taeko Kōno, Kazuko Saegusa, Sawako Ariyoshi, Minako Ōba, Yūko Tsushima und Hiromi Itō.

## Adaption
2022 brachte das Thalia Theater (Hamburg) eine Adaption von Brüste und Eier in einer Fassung des Regisseurs Christopher Rüping auf die Bühne, der die Uraufführung auch inszenierte.

## Ausgaben
- Chichi to Ran. Bunshu bunko, Tokio 2010, ISBN 978-4-16-779101-8.
- Natsu Monogatari. Bungei shunju, Tokio 2019, ISBN 978-4-16-391054-3.
  - Brüste und Eier. Dumont, Köln 2020, ISBN 978-3-8321-8373-8 (ins Deutsche übersetzt von Katja Busson).
  - Breasts and Eggs. Picador, London 2020, ISBN 978-1-5098-9820-6 (ins Englische übersetzt von Sam Bett und David Boyd).